# Социальные пауки
Социальные пауки — некоторые виды пауков, индивидуальные особи которых способны формировать относительно долгоживущие агрегации друг с другом. Тогда как большинство пауков ведут одиночный образ жизни и проявляют очень высокий уровень внутривидовой агрессии, некоторые виды проявляют тенденцию к жизни в группах, часто называемых колониями, однако ни один из видов пауков не проявляет эусоциального уровня организации популяций с дифференциацией на касты, как у термитов и некоторых перепончатокрылых.

## Возникновение социальности
Некоторые пауки, не являясь общественными видами, иногда могут поселяться поблизости друг от друга, и даже опорные рамы от тенёт у них могут быть общие. Такое соседство иногда приводит к тому, что в паутине застревает добыча, которую пауку-одиночке не поймать. В дальнейшем их потомки не расползаются, а поселяются поблизости и плетут общую ловчую паутину. У некоторых видов целью объединения является защита коконов с яйцами.

## Социальность
Многие виды могут жить в гнёздах из родственных особей, плотностью, иногда, в несколько тысяч. Строят общую ловчую паутину, где они будут поджидать жертву. Когда жертва попадёт в паутину, несколько пауков обволакивают её липким шёлком. После чего они вводят яд в жертву и относят в гнездо, где они поделятся с остальными членами колонии.

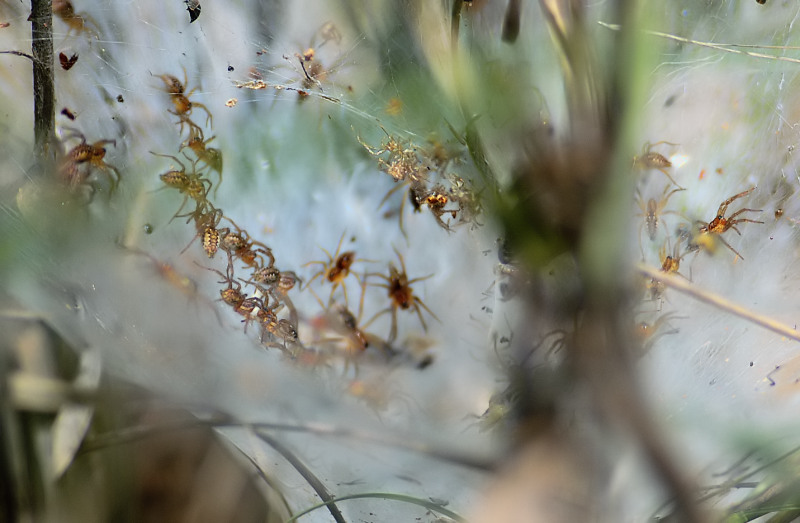
Пауки на общей сети

У вида Theridion nigroannulatum есть необычная особенность — их самки двух разных размеров, что может указывать на существование зачатков кастовой системы, как у общественных насекомых.

## Симбионты и паразиты
В больших колониях некоторых пауков живут гусеницы бабочек или небольшие жуки. Те и другие поедают объедки, остающиеся после пиршества пауков, не позволяя им гнить. Пауки этих насекомых не трогают.
Также в колониях могут обитать несколько видов пауков, не участвующих в его строительстве, но ворующих добычу хозяев или даже охотящихся на них. Для коммун Anelosimus studiosus накопление таких сожителей является причиной гибели всей коммуны .

## Социальные виды
- Agelenidae
  - Agelena consociata
  - Agelena republicana

- Araneidae
  - Araneus pallasi
  - Cyrtophora cirtricola

- Desidae
  - Phryganoporus candidus

- Dictynidae
  - Aebutina binotata
  - Mallos gregalis

- Eresidae
  - Stegodyphus dumicola
  - Stegodyphus mimosarum
  - Stegodyphus sarasinorum
  - Stegodyphus manaus (возможно, социальный вид, Kraus & Kraus 1992)

- Nesticidae
  - Виды не определены (Quintero & Amat 1995)

- Oxyopidae
  - Tapinillus sp. (Aviés 1994; Avilés et al. 2001)

- Sparassidae
  - Delena cancerides

- Theridiidae
  - Achaearanea disparata
  - Achaearanea vervortii
  - Achaearanea wau
  - Anelosimus domingo
  - Anelosimus eximius
  - Anelosimus guacamayos
  - Anelosimus oritoyacu
  - Anelosimus puravida
  - Anelosimus lorenzo
  - Anelosimus rupununi
  - Theridion nigroannulatum

- Thomisidae
  - Diaea ergandros
  - Diaea megagyna
  - Diaea socialis

- Uloboridae
  - Uloborus republicanus